# Selecció de futbol de l'Iran
La Selecció de futbol de l'Iran és l'equip representatiu del país a les competicions oficials. La seva organització està a càrrec de la Federació de Futbol de la República Islàmica de l'Iran, que pertany a la AFC.

## Resultats a la Copa del Món
Campions      Finalistes      Tercers      Quarts
| Historial a la Copa del Món | Historial a la Copa del Món | Historial a la Copa del Món | Historial a la Copa del Món | Historial a la Copa del Món | Historial a la Copa del Món | Historial a la Copa del Món | Historial a la Copa del Món | Historial a la Copa del Món |
| Edició                      | Ronda                       | Posició                     | PJ                          | PG                          | PE                          | PP                          | GF                          | GC                          |
| --------------------------- | --------------------------- | --------------------------- | --------------------------- | --------------------------- | --------------------------- | --------------------------- | --------------------------- | --------------------------- |
| 1930                        | No hi participà             | No hi participà             | No hi participà             | No hi participà             | No hi participà             | No hi participà             | No hi participà             | No hi participà             |
| 1934                        | No hi participà             | No hi participà             | No hi participà             | No hi participà             | No hi participà             | No hi participà             | No hi participà             | No hi participà             |
| 1938                        | No hi participà             | No hi participà             | No hi participà             | No hi participà             | No hi participà             | No hi participà             | No hi participà             | No hi participà             |
| 1950                        | No hi participà             | No hi participà             | No hi participà             | No hi participà             | No hi participà             | No hi participà             | No hi participà             | No hi participà             |
| 1954                        | No hi participà             | No hi participà             | No hi participà             | No hi participà             | No hi participà             | No hi participà             | No hi participà             | No hi participà             |
| 1958                        | No hi participà             | No hi participà             | No hi participà             | No hi participà             | No hi participà             | No hi participà             | No hi participà             | No hi participà             |
| 1962                        | No hi participà             | No hi participà             | No hi participà             | No hi participà             | No hi participà             | No hi participà             | No hi participà             | No hi participà             |
| 1966                        | No hi participà             | No hi participà             | No hi participà             | No hi participà             | No hi participà             | No hi participà             | No hi participà             | No hi participà             |
| 1970                        | No hi participà             | No hi participà             | No hi participà             | No hi participà             | No hi participà             | No hi participà             | No hi participà             | No hi participà             |
| 1974                        | No es classificà            | No es classificà            | No es classificà            | No es classificà            | No es classificà            | No es classificà            | No es classificà            | No es classificà            |
| 1978                        | Primera fase                | 14s                         | 3                           | 0                           | 1                           | 2                           | 2                           | 8                           |
| 1982                        | Abandonà                    | Abandonà                    | Abandonà                    | Abandonà                    | Abandonà                    | Abandonà                    | Abandonà                    | Abandonà                    |
| 1986                        | Desqualificat               | Desqualificat               | Desqualificat               | Desqualificat               | Desqualificat               | Desqualificat               | Desqualificat               | Desqualificat               |
| 1990                        | No es classificà            | No es classificà            | No es classificà            | No es classificà            | No es classificà            | No es classificà            | No es classificà            | No es classificà            |
| 1994                        | No es classificà            | No es classificà            | No es classificà            | No es classificà            | No es classificà            | No es classificà            | No es classificà            | No es classificà            |
| 1998                        | Primera fase                | 20s                         | 3                           | 1                           | 0                           | 2                           | 2                           | 4                           |
| 2002                        | No es classificà            | No es classificà            | No es classificà            | No es classificà            | No es classificà            | No es classificà            | No es classificà            | No es classificà            |
| 2006                        | Primera fase                | 25s                         | 3                           | 0                           | 1                           | 2                           | 2                           | 6                           |
| 2010                        | No es classificà            | No es classificà            | No es classificà            | No es classificà            | No es classificà            | No es classificà            | No es classificà            | No es classificà            |
| 2014                        | Primera fase                | 28s                         | 3                           | 0                           | 1                           | 2                           | 1                           | 4                           |
| 2018                        | Primera fase                | 18s                         | 3                           | 1                           | 1                           | 1                           | 2                           | 2                           |
| 2022                        | Primera fase                | 26s                         | 3                           | 1                           | 0                           | 2                           | 4                           | 7                           |
| 2026                        | Pendent                     | Pendent                     | Pendent                     | Pendent                     | Pendent                     | Pendent                     | Pendent                     | Pendent                     |
| 2030                        | Pendent                     | Pendent                     | Pendent                     | Pendent                     | Pendent                     | Pendent                     | Pendent                     | Pendent                     |
| 2034                        | Pendent                     | Pendent                     | Pendent                     | Pendent                     | Pendent                     | Pendent                     | Pendent                     | Pendent                     |
| Total                       | Primera fase                | Primera fase                | 18                          | 3                           | 4                           | 11                          | 13                          | 31                          |

## Resultats a la Copa d'Àsia
- 1956 - No hi participà
- 1960 - No es classificà
- 1964 - Es retirà
- 1968 - Campió
- 1972 - Campió
- 1976 - Campió
- 1980 - Tercera posició
- 1984 - Quarta posició
- 1988 - Tercera posició
- 1992 - Primera ronda
- 1996 - Tercera posició
- 2000 - Quarts de final
- 2004 - Tercera posició
- 2007 - Quarts de final
- 2011 - Quarts de final
- 2015 - Quarts de final
- 2019 - Tercera posició

## Equip
Els següents 23 jugadors han estat convocats per la Copa del Món 2014
| Dorsal | Posició | Jugador                 | Data de naixement/edat | Partits | Gols | Club                |
| ------ | ------- | ----------------------- | ---------------------- | ------- | ---- | ------------------- |
| 1      | POR     | Rahman Ahmadi           | 30 de juliol de 1980   | 10      | 0    | Sepahan             |
| 12     | POR     | Alireza Haghighi        | 2 de maig de 1988      | 5       | 0    | Sporting Covilhã    |
| 22     | POR     | Daniel Davari           | 6 de gener de 1988     | 4       | 0    | Grasshopper         |
| 4      | DEF     | Jalal Hosseini          | 3 de febrer de 1982    | 84      | 6    | Persepolis          |
| 5      | DEF     | Amir Hossein Sadeghi    | 6 de setembre de 1981  | 16      | 1    | Esteghlal           |
| 13     | DEF     | Hossein Mahini          | 16 de setembre de 1986 | 21      | 0    | Persepolis          |
| 15     | DEF     | Pejman Montazeri        | 6 de setembre de 1983  | 21      | 1    | Umm-Salal           |
| 17     | DEF     | Ahmad Alenemeh          | 20 d'octubre de 1982   | 9       | 1    | Naft Tehran         |
| 19     | DEF     | Hashem Beikzadeh        | 22 de gener de 1984    | 17      | 1    | Esteghlal           |
| 20     | DEF     | Steven Beitashour       | 1 de febrer de 1987    | 6       | 0    | Vancouver Whitecaps |
| 23     | DEF     | Mehrdad Pooladi         | 26 de febrer de 1987   | 19      | 0    | Persepolis          |
| 2      | MIG     | Khosro Heydari          | 14 de setembre de 1983 | 48      | 0    | Esteghlal           |
| 3      | MIG     | Ehsan Hajsafi           | 25 de febrer de 1990   | 61      | 2    | Sepahan             |
| 6      | MIG     | Javad Nekounam (Capità) | 7 de setembre de 1980  | 139     | 37   | Al-Kuwait           |
| 7      | MIG     | Masoud Shojaei          | 9 de juny de 1984      | 49      | 5    | Las Palmas          |
| 8      | MIG     | Reza Haghighi           | 31 de gener de 1989    | 7       | 0    | Persepolis          |
| 11     | MIG     | Ghasem Haddadifar       | 12 de juliol de 1983   | 16      | 0    | Zob Ahan            |
| 14     | MIG     | Andranik Teymourian     | 6 de març de 1983      | 78      | 8    | Esteghlal           |
| 18     | MIG     | Bakhtiar Rahmani        | 22 de novembre de 1991 | 4       | 0    | Foolad              |
| 21     | MIG     | Ashkan Dejagah          | 5 de juny de 1986      | 13      | 4    | Fulham              |
| 9      | DAV     | Alireza Jahanbakhsh     | 8 d'octubre de 1993    | 6       | 1    | NEC                 |
| 10     | DAV     | Karim Ansarifard        | 3 d'abril de 1990      | 41      | 9    | Persepolis          |
| 16     | DAV     | Reza Ghoochannejhad     | 20 de setembre de 1987 | 13      | 9    | Charlton Athletic   |